# تونس في الألعاب المتوسطية 1993
شاركت تونس في الألعاب المتوسطية 1993 في لنكدوك-روسيون وفازت بميدالية ذهبية، فضية و8 ميداليات برونزية.